# جون دانفورث
جون كلاجيت دانفورث (بالإنجليزية: John Claggett Danforth)‏ (ولد في 5 سبتمبر 1936 -) هو سياسي أميركي متقاعد بدأ حياته المهنية في عام 1968 بمنصب النائب العام في ولاية ميزوري، وحكم ثلاث فترات، وكان أيضًا عضو مجلس الشيوخ الأمريكي عن ولاية ميزوري. في عام 2004، عمل لفترة وجيزة كسفير للولايات المتحدة لدى الأمم المتحدة.

## روابط خارجية
- جون دانفورث على موقع الموسوعة البريطانية (الإنجليزية)
- جون دانفورث على موقع مونزينجر (الألمانية)
- جون دانفورث على موقع إن إن دي بي (الإنجليزية)